# A csúf mostohatestvér
A csúf mostohatestvér (eredeti cím: Den Stygge Stesøsteren) 2025-ben bemutatott koprodukciós horrorfilm, amelyet Emilie Blichfeldt rendezett, a Grimm fivérek Hamupipőke című meséje alapján. A főbb szerepekben Lea Myren, Thea Sofie Loch Næss, Ane Dahl Torp, Flo Fagerli, Isac Calmroth és Malte Gårdinger látható.
A filmet először a Sundance Filmfesztivál mutatták be 2025. január 23-án. Norvégiában 2025. március 7-én, Dániában 2025. május 28-án, Svédországban 2025. június 13-án, Magyarországon 2025. május 29-én került a mozikban.

## Cselekmény
Elvira és Alma testvérek, akiknek özvegy édesanyja, Rebecca egy idősebb megözvegyült férfihoz, Ottóhoz ment feleségül a gazdagság és a kiváltságok reményében. Rebecca ezáltal a férfi lányának, Agnesnek a mostohaanyjává válik. Miután Otto a nászéjszakán meghal, a család megtudja, hogy a férfi nincstelen volt, és a vagyona miatt vette feleségül Rebeccát, Agnes pedig az alacsony helyzetük miatt elutasító volt Rebeccával és a lányokkal szemben.
A háztartásuk pénzügyei miatt aggódó Rebecca úgy dönt, Elvirát férjhez adja egy herceghez, mivel Alma még nem érte el a serdülőkort. Míg Elvira arról álmodik, hogy feleségül megy a tőle messze lévő Julian herceghez, Rebecca rájön, lányát konvencionálisan csúnyának tartják, és kevés esélye van elnyerni a férfi vonzalmát, különösen, ha Agnes is verseng a figyelméért.
Annak érdekében, hogy Elvirát vonzóbbá tegye, Rebecca egy sor fájdalmas és kegyetlen plasztikai műtétnek veti alá, majd arra kényszeríti, hogy a fogyás érdekében lenyeljen egy galandférget. Elvirát ráadásul arra kötelezik, hogy órákat vegyen az internátusban, ami miatt az Agnes iránti kezdeti csodálata haragba fordul, mivel úgy véli, Agnesnek nem kellett megdolgoznia a külsejéért vagy a tehetségéért. Egy éjszaka Elvira észreveszi, amint Agnes lefekszik az istállós fiú Isakkal, és ezt jelenti Rebeccának. Rebecca undorodva cseléddé teszi Agnest, és a család Hamupipőkének kezdi hívni. Ahogy közeledik a királyi bál, Elvira kezd alultáplált lenni, mivel a galandféreg egyre nagyobbra nő, és a haja hullani kezd, amikor Agnes megfésüli.
Az édesanyjával való ruhapróbálás során a ruhaárus parókát és estélyi ruhát ad Elvirának. A férfi észreveszi Agnes szépségét, és illetlenül közeledni kezd felé. A nő undorodva leköpi őt és a padlót, majd Rebekka arra utasítja, törölje fel. Amikor visszatérnek, Elvira meglátja Agnest a báli ruhával, és dühösen megsemmisíti azt. Közben Alma megijed, miközben éjszaka először menstruál. Ahogy Ágnes sír apja rothadó holtteste felett, biológiai anyja fehér ruhában érkezik, hogy cipőt adjon neki, és figyelmezteti, a kocsi éjfélre visszaváltozik sütőtökké. A selyemlepkék megjavítják Agnes ruháját.
A bálon Elvira felkelti Julian herceg érdeklődését, de figyelmét gyorsan elrabolja a fátyolba burkolózó Agnes. Elvira egy másik szobába menekül, és kihányja a galandféreg petéket. Később mindkét nő hazatér. Tudván, hogy Agnes véletlenül hátrahagyott egy papucsot, amelyet Julian álmai nőjének azonosítására fog használni, Elvira rákényszeríti Agnest a másik cipő átadására. Amikor rájön, hogy a lába túl nagy a papucshoz, Elvira elkezdi levágni a lábujjait. Rebekka és Alma talál rá, utóbbi elborzad, miközben Rebekka higgadtan nyugtatja Elvirát, és végrehajtja a feladatot.
Másnap reggel a sebesült Elvira meghallja a herceg érkezését bejelentő trombitákat. A földön kúszik, járni képtelen, és még a lépcsőn is leesik; eltörik az orra és letörik a foga, de aztán felfedezi, hogy Agnes és a herceg sikeresen egymásra találtak, így erőfeszítései hiábavalóak voltak. Elvira vereséget szenvedve beveszi az ellenszert, miután Alma könyörög neki, mire kihányja a galandférget. A nővérek úgy döntenek, elhagyják anyjukat, hogy szabadon élhessenek a befolyásától, Rebekka viszont csábítani kezd egy férfit, akivel a bálon találkozott.

## Szereplők
| Szerep                 | Színész                   | Magyar hang |
| ---------------------- | ------------------------- | ----------- |
| Elvira                 | Lea Myren                 |             |
| Rebekka                | Ane Dahl Torp             |             |
| Agnes                  | Thea Sofie Loch Næss      |             |
| Alma                   | Thea Sofie Loch Næss      |             |
| Julian herceg          | Isac Calmroth             |             |
| Isak                   | Malte Myrenberg Gårdinger |             |
| Otto                   | Ralph Carlsson            |             |
| Sophie von Kronenberg  | Cecilia Forss             |             |
| Madame Vanja           | Katarzyna Herman          |             |
| Dr. Esthétique         | Adam Lundgren             |             |
| Frederik von Bluckfish | Willy Ramnek Petri        |             |
| Jan                    | Kyrre Hellum              |             |
| szakács                | Oksana Czerkasyna         |             |
| gondok                 | Richard Forsgren          |             |
| Agnes anyja            | Agnieszka Żulewska        |             |

## A film készítése
Az író és rendező Emilie Blichfeldt még a Norvég Filmakadémián készített diplomamunkája során kezdett el dolgozni A csúf mostohatestvér című filmen. A történet kezdetben egy olyan nőre fókuszált, akinek „beszélő vulvája magányosságáról panaszkodik”, ám Blichfeldtet inspirálta a Grimm fivérek Hamupipőke című meséje, így újragondolta a főszereplőt Hamupipőke egyik mostohatestvéreként, aki levágja a lábujjait, hogy beleférjen az üvegcipőbe. Blichfeldt eredetileg nem ismerte a testhorror műfaját, egészen 2015-ig, amikor megnézte David Cronenberg Karambol című filmjét. Ez elindította nála egy mély merülést „mindenbe, ami Cronenberg”, és így fedezte fel többek között az olasz rendezők, Dario Argento és Lucio Fulci filmográfiáját is. Az ő munkáik, valamint Julia Ducournau Nyers című filmje inspirálták Blichfeldtet, hogy a film esetében a testhorror eszközeit használja. A forgatókönyvet Blichfeldt saját testképpel kapcsolatos küzdelmei is formálták; célja az volt, hogy „egyszerre váltsa ki az empátia és a kellemetlenség érzését”, és hogy a nézőket arra ösztönözze, hogy elgondolkodjanak a szépséghez fűződő viszonyukon és annak társadalmi megítélésén.
Gyerekkorában Emilie Blichfeldt rendszeresen nézte a Három mogyoró Hamupipőkének című film norvég szinkronos változatát, amelyet „camp” stílusúnak nevezett, és amelyet vizuális inspirációként említett a film kapcsán, hogy megteremtse annak „időtlen, mesei hangulatát”. Egy másik, „meglepő” hatásként a lengyel rendezőt, Walerian Borowczykot nevezte meg, aki pornográf filmjeiről ismert. Blichfeldtet különösen megérintette az, ahogyan Borowczyk a „természetes, gyönyörű testeket” filmezte, valamint munkáinak „pimasz, szexi groteszksége”.
A filmet Maria Ekerhovd készítette a Mer Film produkciós cégen keresztül, koprodukciós partnerei Lizette Jonjic, Mariusz Włodarski, valamint Theis Nørgaard voltak. A projektet támogatta a Norvég Filminézet, a Lengyel Produkciós Ösztönzőprogram és a Lengyel Filminézet, a Svéd Filminézet, a Dán Filminézet, az Eurimages, a DR, Az Északi Tanács Filmdíja, valamint a Nyugat-norvégiai Filmközpont. A film norvég és skandináv forgalmazója a Scanbox Entertainment, míg a nemzetközi értékesítési jogokat a Memento International kezeli.
A film stábjában dolgozott Manon Rasmussen jelmeztervező, Marcel Zyskind operatőr, Olivia Neergaard-Holm vágó, Peter Hjort vizuáliseffekt-felügyelő, valamint Thomas Foldberg speciális sminkmester a testhorror-effektekért.

## Bemutató
A csúf mostohatestvér premierje 2025. január 23-án volt a Sundance Filmfesztivál Midnight szekciójában, majd 2025. február 16-án a 75. Berlini Nemzetközi Filmfesztivál Panorama szekciójában is bemutatták.
A Shudder, az amerikai over-the-top előfizetéses Video on Demand szolgáltatás 2024 decemberében megszerezte a forgalmazási jogokat Észak-Amerikában, az Egyesült Királyságban, Ausztráliában és Új-Zélandon. A filmet a Memento eladta az ESC FIlms Capelight, Beta Film, Lev Cinema, ADS, Cay Films, Cine Canibal, New Select, House of M, PT Falcon, Estin Film és Vendetta Filmes cégek számára is.
A filmet a Scanbox 2025. március 7-én mutatta be a norvég mozikban. 2025. április 18-án vetítették az amerikai mozikban az IFC Films forgalmazásában.

## Fogadtatás
A Rotten Tomatoes weboldalon 95%-os értékelést kapott 111 pozitív kritika alapján. Az oldal szöveges összefoglalója szerint: „Kalapáccsal és vésővel a tündérmese lényegébe vágva, A csúf mostohatestvér mesterien alkalmazza a vér és a felforgatás olyan elemeit, amelyekből a rémálmok készülnek.” A Metacritic oldalán 100-ból 70 pontot kapott 22 kritikus alapján, ami „általánosságban kedvező” kritikát jelent.

### Díjak és jelölések
| Díj                              | Dátum             | Kategória                                        | Jelölt            | Eredmény | Forrás |
| -------------------------------- | ----------------- | ------------------------------------------------ | ----------------- | -------- | ------ |
| Berlini Nemzetközi Filmfesztivál | 2025. február 23. | A legjobb játékfilmnek járó Panorama Közönségdíj | Emilie Blichfeldt | Jelölve  | [ 17 ] |